# Matteo Bisiani
Matteo Bisiani (né le 2 août 1976 à Monfalcone, dans la province de Gorizia, dans la région Frioul-Vénétie Julienne) est un archer italien.

## Palmarès
- Jeux olympiques
  -  Médaille d'argent en équipe aux Jeux olympiques d'été de 2000 à Sydney.
  -  Médaille de bronze en équipe aux Jeux olympiques d'été de 1996 à Atlanta.

- Championnats du monde
  -  Médaille d'or en équipe aux Championnats du monde de tir à l'arc 1999 à Riom.
  -  Médaille d'argent en individuel aux Championnats du monde de tir à l'arc 1995 à Djakarta.